# Hypocoena basistriga
Hypocoena basistriga  là một loài bướm đêm thuộc họ Noctuidae. Loài này có ở Newfoundland và Labrador phía tây đến British Columbia và Yukon.
Sải cánh dài 25–27 mm. Con trưởng thành bay từ giữa to cuối hè. Có một lứa một năm.